# Joseph Godber
Pour l’article homonyme, voir Peter Fitzroy Godber.
Joseph Bradshaw Godber, baron Godber de Willington (né le 17 mars 1914 – mort le 25 août 1980) est un homme politique britannique, membre du Parti conservateur.

## Biographie
Godber est éduqué à la Bedford School (en) entre 1922 et 1931.
Il est conseiller municipal au conseil municipal du comté de Bedfordshire (en) de 1946 à 1952. Il est élu représentant de Grantham (en) au parlement en 1951, siège qu'il conserve jusqu'en 1979.